# マリア・キセリョーワ

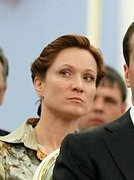
2011年

マリア・キセリョーワ（Мария Киселёва (Maria Kiseleva)　1974年9月28日-　）はロシア出身の女子アーティスティックスイミング選手。モスクワ大学ジャーナリスト学部卒業。2000年シドニーオリンピック、2004年アテネオリンピックでは、強豪ロシア・アーティスティックスイミングチームの中心的選手であった。ロシア国内ではテレビのクイズ番組の司会者としても活躍している。
2000年シドニーオリンピックで、デュエットとチームでそれぞれ金メダルを獲得した。2004年アテネオリンピックでは、チームで金メダルを獲得した（デュエットでは出場していない）。その他世界選手権やヨーロッパ選手権などで、デュエット、チームともに優勝は多数ある。
また、ロシアのテレビ番組では、『Слабое звено』（日本でも伊東四朗の司会で一時放送されていた『ザ・ウィーケスト・リンク』のロシア版）の司会を担当している。